# Badminton la Jocurile Olimpice de vară din 1996
Probele sportive de badminton la Jocurile Olimpice de vară din 1996 s-au desfășurat în perioada 24 iulie - 1 august 1996 la sala de sport a Universității de Stat Georgia din Atlanta, Statele Unite ale Americii. Au fost 5 probe sportive, la care au participat 200 de sportivi.

## Medaliați
| Categorie           | Aur                                          | Argint                                       | Bronz                                         |
| Individual masculin | Poul-Erik Høyer Larsen (DEN)                 | Dong Jiong (CHN)                             | Rashid Sidek (MAS)                            |
| Individual feminin  | Bang Soo-hyun (KOR)                          | Mia Audina (INA)                             | Susi Susanti (INA)                            |
| Dublu masculin      | Indonezia · Rexy Mainaky · Ricky Subagja     | Malaysia · Cheah Soon Kit · Yap Kim Hock     | Indonezia · Antonius Ariantho · Denny Kantono |
| Dublu feminin       | China · Ge Fei · Gu Jun                      | Coreea de Sud · Gil Young-ah · Jang Hye-ock  | China · Qin Yiyuan · Tang Yongshu             |
| Dublu mixt          | Coreea de Sud · Kim Dong-moon · Gil Young-ah | Coreea de Sud · Park Joo-bong · Ra Kyung-min | China · Liu Jianjun · Sun Man                 |

## Clasament medalii
| Loc | Țară          | Aur | Argint | Bronz | Total |
| 1   | Coreea de Sud | 2   | 2      | 0     | 4     |
| 2   | China         | 1   | 1      | 2     | 4     |
| 2   | Indonezia     | 1   | 1      | 2     | 4     |
| 4   | Danemarca     | 1   | 0      | 0     | 1     |
| 5   | Malaysia      | 0   | 1      | 1     | 2     |